# Ліндон Джонсон
Ліндон Бейнз Джонсон (англ. Lyndon Baines Johnson; відомий також за ініціалами як ЛБД; 27 серпня 1908 — 22 січня 1973) — американський політик, 36-й президент Сполучених Штатів з 1963 по 1969. Сенатор Сполучених Штатів від штату Техас. Обирався до Палати представників і до Сенату. 1955 року обраний лідером більшості у сенаті. 1960 обраний віцепрезидентом. Заступив на посаду президента у 1963 році, після вбивства президента Джона Кеннеді. Обраний президентом 1964 року.

## Ранні роки
Народився 27 серпня 1908 року біля Стоунволла в штаті Техас. Закінчив школу в Джонсон-Сіті, пізніше — Південно-західний педагогічний коледж (штат Техас, Сан-Маркос). Після закінчення освіти викладав майстерність полеміки та риторики в школі імені Сема Г'юстона (Г'юстон).

## Політична кар'єра
У 1931 році конгресмен Річард Клеберґ запросив Ліндона Джонсона на посаду свого секретаря. У серпні 1935 року Джонсон був призначений техаським уповноваженим національної адміністрації у справах молоді.
У 1937 році він був вибраний в Палату представників від 10-го виборчого округу Техасу. Джонсон отримав призначення у впливові комітети Конгресу і став активним поборником Нового курсу. У 1941 році він почав свою першу кампанію по виборах в Сенат. Не зважаючи на підтримку Рузвельта, в ході попередніх виборів Джонсон зайняв друге місце серед 29 претендентів.
Він став у 1942 році членом комітету палати представників у справах військово-морського флоту, а в 1947 — членом комітету з військових сил. Брав участь також в роботі спеціального комітету з військової політики і об'єднаного комітету з атомної енергії.
У 1948 році Джонсон був обраний у Сенат. Там він зблизився з впливовим демократом Річардом Расселом з Джорджії, і отримав два призначення — у комітет з військових сил і комітет із зовнішньої торгівлі і торгівлі між штатами. У 1951 році він був вибраний заступником лідера, а в 1955 — лідером демократів в Сенаті. У 1954 році був переобраний в Сенат.
У 1960 році Джонсон вирішив балотуватися на пост президента від Демократичної партії. Він заявив свою кандидатуру 5 липня, за декілька днів до скликання національного конвенту партії. У першому турі первинних виборів він зазнав серйозної поразки, а в другому програв Джону Кеннеді і був призначений кандидатом у віце-президенти.
Цікавий диспут відбувся між кандидатами Джонсоном і Кеннеді в Лос-Анджелесі. Ось що почув тоді про себе «найяскравіший світоч надії»
демократів. За словами Джонсона, «послужний» список Кеннеді в сенаті — це не тільки часті відтермінування робочих завдань, незрілість, недосвідченість, але і «слабкість» в підході до проблеми цивільних прав афроамериканців. Крім того, «коли він, Джонсон, боровся проти сенатора Маккарті і всього реакційного маккартизму, Кеннеді ухилявся від коментарів і поводився бездіяльно. Більше того, коли він, Джонсон, разом з Рузвельтом домагався вступу Америки в Другу світову війну, його „старий Джо“ (батько Кеннеді) боровся проти нього, бо він симпатизував Гітлерові і нацистам…» Такою риторикою послуговувався Джонсон у дебатах із сильним конкурентом.
Після перемоги Кеннеді на президентських виборах 1960 року Ліндон Джонсон вступив в повноваження віце-президента 20 січня 1961 р.

### Період президентства

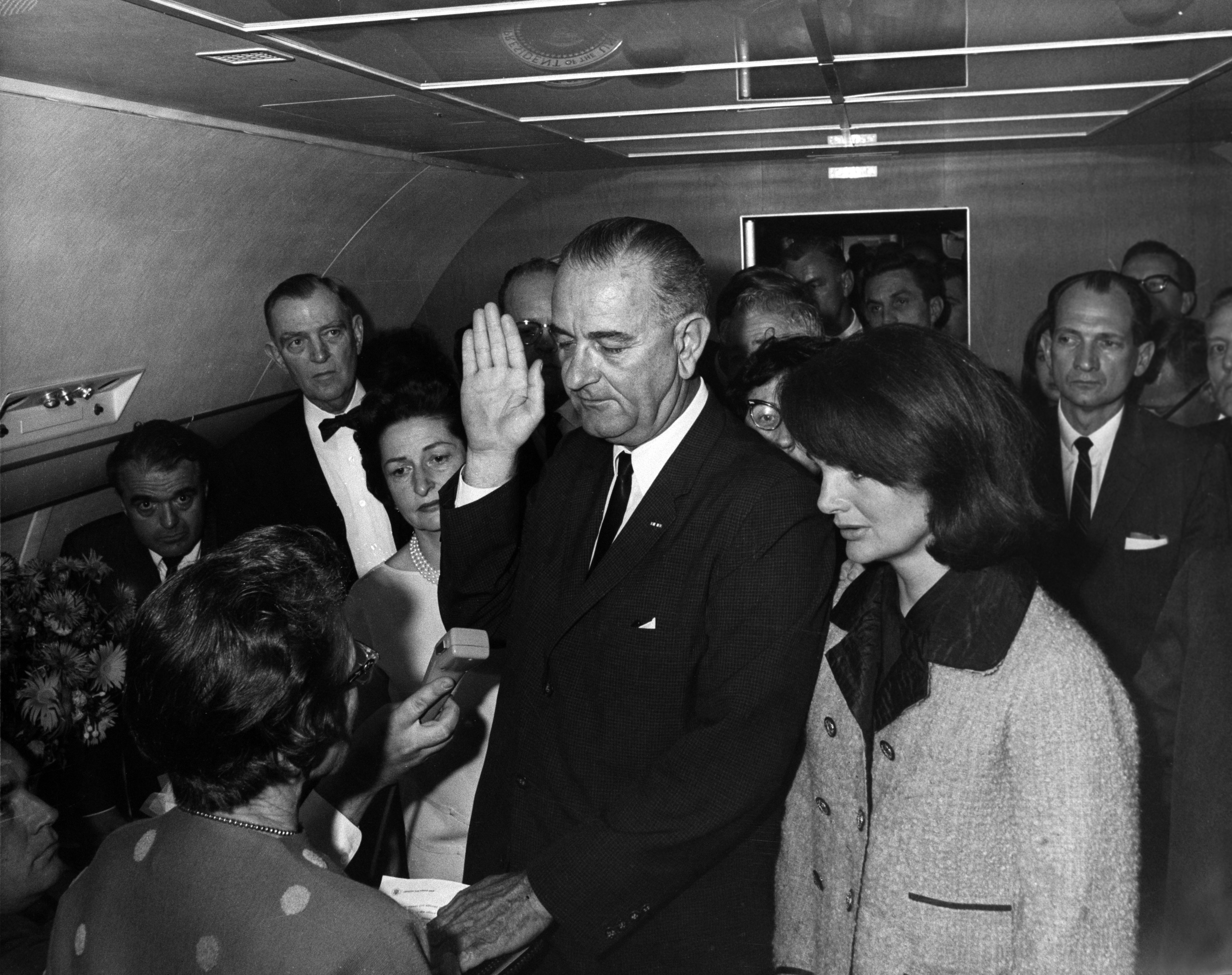
Присяга Джонсона на борту Air Force One в день убивства Кеннеді. Президента оточують три жінки: справа — Жаклін Кеннеді, зліва — дружина Джонсона на прізвисько Lady Bird, перед ним із Біблією — суддя Сара Хьюз, перша жінка, що прийняла присягу в президента США

22 листопада 1963 року Кеннеді був вбитий, і з цього дня Джонсон почав виконання обов'язків президента. Джонсон (що їхав в тому ж кортежі машин, що і президент) приступив до виконання обов'язків президента, склавши присягу на борту президентського літака, що стояв на аеродромі Далласа, безпосередньо перед вильотом до Вашингтона.

### Внутрішня політика
Однією з перших ініціатив Джонсона було створення «Великого суспільства», в якому не буде бідності. Конгрес виділив на цю програму близько мільярда доларів.
У 1964 році був прийнятий Акт про цивільні права, що знищив расову сегрегацію на Півдні США. Була заснована державна медична страховка (Medicare). На президентських виборах 1964 року Джонсон із значною перевагою переміг, не зважаючи на те, що Південь, невдоволений відміною сегрегації, вперше за 100 років голосував за республіканця — відомого «яструба» Холодної війни Баррі Голдуотера.
Джонсон повторно вступив на посаду в січні 1965 року, менш ніж через 2 роки після смерті Кеннеді, тому мав право балотуватися і на наступний термін.
У 1966 р. Джонсон добився вживання заходів по створенню «вчительського корпусу», програми житлових субсидій сім'ям, що мають потребу, програми «Зразкових міст», нових заходів боротьби із забрудненням води і повітря, програми будівництва покращуваних автомагістралей, збільшення виплат по соціальному страхуванню, нових заходів в області медичної і професійної реабілітації.
Проте пізніше програма створення «Великого суспільства» була згорнута у зв'язку з початком війни у В'єтнамі.
Під час другого терміну Джонсона знов почали загострюватися проблеми, пов'язані з правами чорношкірих американців. У серпні 1965 р. в негритянському районі Лос-Анжелеса сталися безлади, в результаті яких загинуло 35 осіб. Влітку 1967 р. сталися найбільші виступи афро-американського населення. У Ньюарку (штат Нью-Джерсі) загинули 26 осіб, в Детройті — 40. 4 квітня 1968 р. був вбитий лідер руху за цивільні права Мартін Лютер Кінг. Після цього в 125 містах, у тому числі і у Вашингтоні, почалися заворушення негритянського руху.
Через втручання у війну у В'єтнамі перед осінніми виборами в Конгрес популярність Джонсона значно впала.

### Зовнішня політика
Головною подією періоду президентства Джонсона стала Війна у В'єтнамі. США підтримували уряд Південного В'єтнаму в його боротьбі з комуністичними партизанами ФНВПВ, які, у свою чергу, користувалися підтримкою Північного В'єтнаму. У серпні 1964 року після двох інцидентів в Тонкинській затоці Джонсон наказав завдати у відповідь ударів з повітря по Північному В'єтнаму і добився прийняття Конгресом резолюції про підтримку будь-яких дій, які президент визнає необхідними для «відсічі нападу на збройні сили США і запобігання подальшій агресії» в Південно-Східній Азії.
У 1965 р. в рамках проголошеної «доктрини Джонсона» були направлені війська в Домініканську Республіку. Сам Джонсон виправдав інтервенцію, стверджуючи, що комуністичні елементи намагалися узяти під контроль рух бунтівників.
Влітку 1965 р. Джонсон ухвалив рішення про збільшення американського контингенту у В'єтнамі. Чисельність американських збройних сил у В'єтнамі збільшилася з 20 тисяч при Кеннеді до майже 540 тисяч до кінця президентського терміну Джонсона.
У червні 1967 р. відбулася зустріч на вищому рівні президента Джонсона з радянським прем'єром О. Косигіним в Гласборо (штат Нью-Джерсі), що проклала дорогу до договору 1968 про нерозповсюдження ядерної зброї, затвердження якого президент добивався впродовж трьох років.
23 січня Північна Корея захопила поблизу своїх берегів американське судно-розвідник «Пуебло» з екіпажем з 82 чоловік. Тижнем пізніше партизани НФВПВ за підтримки північно-в'єтнамської армії почали так званий Тетський наступ, одночасно атакував багато військових об'єктів і міста Південного В'єтнаму. Одне з найбільших міст країни Хюе було майже повністю захоплене, крім того, партизанам удалося добутися на територію американського посольства в Сайгоні, що дістало широкий резонанс в засобах масової інформації США. Ця атака поставила під серйозний сумнів доповіді американських посадових осіб і воєначальників про успіхи, нібито досягнуті у В'єтнамі. Генерал Вільям Вестморленд, командувач американськими військами у В'єтнамі, попросив скерувати туди додатково ще 206 тисяч солдатів.

## Після президентства
Унаслідок своєї низької популярності Джонсон не став висувати свою кандидатуру на президентських виборах 1968 р. Перемогу на них отримав Річард Ніксон. 20 січня 1969 року пройшла інавгурація Ніксона, після чого Джонсон відбув на своє ранчо в Техасі. Він пішов з великої політики, писав мемуари й інколи виступав з лекціями в Університеті штату Техас. Помер 22 січня 1973 р. в рідному місті Стоунволл від третього інфаркту, причиною якого стало тривале куріння. Вдова Джонсона Клодіа Алта (відома як «Леді Берд») Джонсон померла в 2007 році.
Джонсона вважали відомим через своєрідне почуття гумору. Він міг знущатися зі своїх співробітників.

## Вшанування пам'яті
На честь Джонсона названий космічний центр в Г'юстоні. 27 серпня — день народження Джонсона в Техасі є вихідним днем.